# ژوزف موش
ژوزف موش (فرانسوی: Joseph Musch‎; ۱۲ اکتبر ۱۸۹۳ – ۲۵ سپتامبر ۱۹۷۱) بازیکن فوتبال اهل بلژیک بود.
وی به‌همراه تیم ملی فوتبال بلژیک به مقام قهرمانی بازی‌های المپیک تابستانی ۱۹۲۰ دست پیدا کرده‌است. 